# Natação no Campeonato Mundial de Esportes Aquáticos de 2023 - 100 m peito masculino
A disputa na modalidade 100 metros peito masculino de Natação no Campeonato Mundial de Esportes Aquáticos de 2023 fora realizada nos dias 23 e 24 de julho de 2023 na Marine Messe Fukuoka em Fukuoka, no Japão. Ao todo, 70 nadadores de 67 Comitês Olímpicos Nacionais estavam previstos para participarem do evento.

## Formato da competição
A competição consiste em três rodadas: eliminatórias, semifinais e final. Os nadadores com os 16 melhores tempos nas baterias preliminares avançam as semifinais. Já os nadadores com os 8 melhores tempos nas semifinais avançam a final. Desempates (swim-offs) são utilizados conforme necessário para quebrar os empates de avanço a próxima rodada.

## Calendário
Todos os horários estão na Hora legal japonesa (UTC+9).
| Data                | Horário | Fase          |
| ------------------- | ------- | ------------- |
| 23 de julho de 2023 | 12:26   | Eliminatórias |
| 23 de julho de 2023 | 20:50   | Semifinais    |
| 24 de julho de 2023 | 20:02   | Final         |

## Recordes
Antes desta competição, os recordes mundiais e do campeonato nesta prova eram os seguintes:
| Tipo                  | Atleta     | Tempo  | Local   | Data                |
| --------------------- | ---------- | ------ | ------- | ------------------- |
|                       | Adam Peaty | 56s 88 | Gwangju | 21 de julho de 2019 |
| Recorde do campeonato | Adam Peaty | 56s 88 | Gwangju | 21 de julho de 2019 |

## Medalhistas
| Ouro                | Prata                                                                                   | Bronze       |
| Qin Haiyang · China | Nicolò Martinenghi · Itália · Arno Kamminga · Países Baixos · Nic Fink · Estados Unidos | Não entregue |

## Resultados

### Eliminatórias
As eliminatórias serão realizadas no dia 22 de julho com início às 12:26.
| Pos. | Bateria | Raia | Nadador                 | CON                             | Tempo   | Notas            |
| ---- | ------- | ---- | ----------------------- | ------------------------------- | ------- | ---------------- |
| 1    | 7       | 4    | Qin Haiyang             | China                           | 58.26   | Q,               |
| 2    | 7       | 5    | Arno Kamminga           | Países Baixos                   | 58.71   | Q                |
| 3    | 6       | 3    | Lucas Matzerath         | Alemanha                        | 58.74   | Q,               |
| 4    | 6       | 4    | Nicolò Martinenghi      | Itália                          | 59.04   | Q                |
| 5    | 5       | 4    | Nic Fink                | Estados Unidos                  | 59.38   | Q                |
| 6    | 7       | 6    | Josh Matheny            | Estados Unidos                  | 59.40   | Q                |
| 7    | 6       | 5    | Federico Poggio         | Itália                          | 59.43   | Q                |
| 8    | 7       | 3    | James Wilby             | Reino Unido                     | 59.66   | Q                |
| 9    | 5       | 5    | Yan Zibei               | China                           | 59.73   | Q                |
| 10   | 6       | 6    | Andrius Šidlauskas      | Lituânia                        | 59.90   | Q                |
| 11   | 6       | 8    | Denis Petrashov         | Quirguistão                     | 59.91   | Q                |
| 12   | 7       | 7    | Choi Dong-yeol          | Coreia do Sul                   | 59.94   | Q                |
| 13   | 5       | 3    | Berkay Ömer Öğretir     | Turquia                         | 59.99   | Q                |
| 14   | 6       | 7    | João Gomes Júnior       | Brasil                          | 1:00.12 | Q                |
| 15   | 5       | 2    | Bernhard Reitshammer    | Áustria                         | 1:00.20 | Q                |
| 16   | 5       | 6    | Zac Stubblety-Cook      | Austrália                       | 1:00.22 | Q                |
| 17   | 7       | 2    | Ippei Watanabe          | Japão                           | 1:00.28 |                  |
| 18   | 6       | 2    | Valentin Bayer          | Áustria                         | 1:00.51 |                  |
| 19   | 5       | 1    | Darragh Greene          | Irlanda                         | 1:00.54 |                  |
| 20   | 6       | 1    | Matti Mattsson          | Finlândia                       | 1:00.62 |                  |
| 21   | 5       | 8    | Anton McKee             | Islândia                        | 1:00.86 |                  |
| 22   | 7       | 8    | Dawid Wiekiera          | Polónia                         | 1:00.89 |                  |
| 23   | 4       | 5    | Jérémy Desplanches      | Suíça                           | 1:00.95 |                  |
| 24   | 5       | 9    | Maksym Ovchynnikov      | Ucrânia                         | 1:01.01 |                  |
| 25   | 5       | 7    | Miguel de Lara          | México                          | 1:01.02 |                  |
| 26   | 7       | 1    | Erik Persson            | Suécia                          | 1:01.03 |                  |
| 27   | 5       | 0    | Lyubomir Epitropov      | Bulgária                        | 1:01.16 |                  |
| 28   | 7       | 0    | James Dergousoff        | Canadá                          | 1:01.19 |                  |
| 29   | 6       | 0    | Jorge Murillo           | Colômbia                        | 1:01.23 |                  |
| 30   | 4       | 3    | Michael Houlie          | África do Sul                   | 1:01.58 |                  |
| 31   | 4       | 9    | Peter Stevens           | Eslovênia                       | 1:01.59 |                  |
| 32   | 4       | 7    | Gabriel Lopes           | Portugal                        | 1:01.69 |                  |
| 33   | 4       | 4    | Joshua Gilbert          | Nova Zelândia                   | 1:01.79 |                  |
| 34   | 4       | 1    | Amro Al-Wir             | Jordânia                        | 1:01.80 |                  |
| 35   | 4       | 6    | Ronan Wantenaar         | Namíbia                         | 1:01.91 |                  |
| 36   | 3       | 2    | Mariano Lazzerini       | Chile                           | 1:01.97 |                  |
| 37   | 3       | 4    | Jadon Wuilliez          | Antígua e Barbuda               | 1:02.10 | Recorde nacional |
| 38   | 3       | 6    | Chao Man Hou            | Macau                           | 1:02.19 |                  |
| 39   | 4       | 8    | Adam Chillingworth      | Hong Kong                       | 1:02.43 |                  |
| 40   | 4       | 2    | Maximillian Wei Ang     | Singapura                       | 1:02.45 |                  |
| 41   | 1       | 8    | Alexandre Grand'Pierre  | Haiti                           | 1:02.65 |                  |
| 42   | 2       | 3    | Tomas Peribonio         | Equador                         | 1:02.90 |                  |
| 43   | 4       | 0    | Julio Horrego           | Honduras                        | 1:03.04 |                  |
| 44   | 3       | 5    | Muhammad Dwiky Raharjo  | Indonésia                       | 1:03.18 |                  |
| 45   | 2       | 4    | Constantin Malachi      | Moldávia                        | 1:03.23 |                  |
| 46   | 7       | 9    | Phạm Thanh Bảo          | Vietname                        | 1:03.37 |                  |
| 47   | 2       | 2    | Tasi Limtiaco           | Estados Federados da Micronésia | 1:03.53 |                  |
| 48   | 3       | 1    | Daniils Bobrovs         | Letônia                         | 1:03.70 |                  |
| 49   | 3       | 0    | Adrian Robinson         | Botswana                        | 1:03.79 |                  |
| 50   | 3       | 9    | Andres Martijena        | República Dominicana            | 1:03.80 |                  |
| 51   | 2       | 5    | Giacomo Casadei         | San Marino                      | 1:04.31 |                  |
| 52   | 3       | 7    | Panayiotis Panaretos    | Chipre                          | 1:04.38 |                  |
| 53   | 3       | 8    | Jonathan Raharvel       | Madagáscar                      | 1:04.39 |                  |
| 54   | 1       | 4    | Ashot Chakhoyan         | Armênia                         | 1:04.47 |                  |
| 55   | 2       | 6    | Julio Calero Suarez     | Cuba                            | 1:04.51 |                  |
| 56   | 2       | 1    | Luka Eradze             | Geórgia                         | 1:04.91 |                  |
| 57   | 2       | 7    | Luis Sebastian Weekes   | Barbados                        | 1:05.15 |                  |
| 58   | 2       | 8    | Abdulaziz Al-Obaidly    | Catar                           | 1:05.24 |                  |
| 59   | 2       | 0    | Bransly Dirksz          | Aruba                           | 1:05.38 |                  |
| 60   | 2       | 9    | Jonathan Chung Yee      | Ilhas Maurícias                 | 1:06.05 |                  |
| 61   | 1       | 0    | Abdulla Khalid Jamal    | Bahrein                         | 1:06.07 |                  |
| 62   | 1       | 9    | Osama Trabulsi          | Síria                           | 1:07.33 |                  |
| 63   | 1       | 6    | Micah Masei             | Samoa Americana                 | 1:08.42 |                  |
| 64   | 1       | 5    | Jayden Loran            | Curaçau                         | 1:08.47 |                  |
| 65   | 1       | 3    | Zach Moyo               | Zâmbia                          | 1:10.10 |                  |
| 66   | 1       | 7    | Chadd Ng Chiu Ning Ning | Essuatíni                       | 1:10.80 |                  |
| 67   | 1       | 1    | Anthony Deleon Guerrero | Ilhas Marianas Setentrionais    | 1:12.66 |                  |
| 68   | 1       | 2    | Jion Hosei              | Palau                           | 1:17.05 |                  |
|      | 6       | 9    | Jaouad Syoud            | Argélia                         | DSQ     | DSQ              |
|      | 3       | 3    | Andrew Goh              | Malásia                         | DNS     | DNS              |

### Semifinais
As semifinais foram disputadas no dia 23 de julho às 20:50.
| Pos. | Bateria | Raia | Nadador              | CON            | Tempo   | Notas            |
| ---- | ------- | ---- | -------------------- | -------------- | ------- | ---------------- |
| 1    | 2       | 4    | Qin Haiyang          | China          | 57.82   | Q,               |
| 2    | 2       | 5    | Lucas Matzerath      | Alemanha       | 58.75   | Q                |
| 3    | 2       | 3    | Nic Fink             | Estados Unidos | 58.88   | Q                |
| 4    | 2       | 2    | Yan Zibei            | China          | 59.02   | Q                |
| 5    | 1       | 4    | Arno Kamminga        | Países Baixos  | 59.08   | Q                |
| 5    | 1       | 3    | Josh Matheny         | Estados Unidos | 59.20   | Q                |
| 7    | 1       | 5    | Nicolò Martinenghi   | Itália         | 59.21   | Q                |
| 8    | 2       | 1    | Berkay Ömer Öğretir  | Turquia        | 59.50   | Q                |
| 8    | 2       | 6    | Federico Poggio      | Itália         | 59.51   |                  |
| 10   | 1       | 6    | James Wilby          | Reino Unido    | 59.54   |                  |
| 11   | 1       | 7    | Choi Dong-yeol       | Coreia do Sul  | 59.59   | Recorde nacional |
| 12   | 1       | 8    | Zac Stubblety-Cook   | Austrália      | 59.69   |                  |
| 13   | 2       | 7    | Denis Petrashov      | Quirguistão    | 59.78   | Recorde nacional |
| 14   | 1       | 2    | Andrius Šidlauskas   | Lituânia       | 59.95   |                  |
| 15   | 1       | 1    | João Gomes Júnior    | Brasil         | 1:00.04 |                  |
| 16   | 2       | 8    | Bernhard Reitshammer | Áustria        | 1:00.67 |                  |

### Final
A final será realizada no dia 24 de julho às 20:02.
| Pos.             | Raia | Nadador             | CON            | Tempo | Notas            |
| ---------------- | ---- | ------------------- | -------------- | ----- | ---------------- |
| Medalha de ouro  | 4    | Qin Haiyang         | China          | 57.69 | Recorde asiático |
| Medalha de prata | 1    | Nicolò Martinenghi  | Itália         | 58.72 |                  |
| Medalha de prata | 2    | Arno Kamminga       | Países Baixos  | 58.72 |                  |
| Medalha de prata | 3    | Nic Fink            | Estados Unidos | 58.72 |                  |
| 5                | 5    | Lucas Matzerath     | Alemanha       | 58.88 |                  |
| 6                | 6    | Yan Zibei           | China          | 59.23 |                  |
| 7                | 7    | Josh Matheny        | Estados Unidos | 59.45 |                  |
| 8                | 8    | Berkay Ömer Öğretir | Turquia        | 59.79 |                  |

Legenda
| Recorde mundial       | Recorde mundial (World record)               |                       | Recorde africano                      | Recorde africano (African) |                                           | Q | Classificado por posição (Qualified) |
| Recorde do campeonato | Recorde do campeonato (Championship record)  | Recorde da América    | Recorde da América (Americas)         | q                          | Classificado por melhor tempo (Qualified) |   |                                      |
| Melhor marca do ano   | Melhor marca do ano (World leading)          | Recorde asiático      | Recorde asiático (Asian)              | DNS                        | Não largou (Did not start)                |   |                                      |
| Recorde nacional      | Recorde nacional (National record)           | Recorde europeu       | Recorde europeu (European)            | DNF                        | Não terminou (Did not finish)             |   |                                      |
| Recorde pessoal       | Recorde pessoal do atleta (Personal best)    | Recorde da Oceania    | Recorde da Oceania (Oceania)          | DSQ / DQ                   | Desclassificado (Disqualified)            |   |                                      |
| Recorde da temporada  | Recorde da temporada do atleta (Season best) | Recorde sul-americano | Recorde sul-americano (South America) | NM                         | Sem marca (No mark)                       |   |                                      |